# Erwin Waihs
Erwin Waihs (* 3. August 1880 in Wien; † 5. Juli 1959 in Aich am Attersee, Oberösterreich) war ein österreichischer Politiker der  Christlichsozialen Partei (CSP).

## Ausbildung und Beruf
Nach dem Besuch der Volksschule ging er an das Schottengymnasium in Wien. Danach begann er das Studium der Rechte, welches er im Jahr 1905 beenden konnte und promovierte. Er wurde Richter und später Vorsitzender Rat des Oberlandesgerichtes Wien.

## Politische Mandate
- 5. November 1918 bis 24. Juni 1920: Unterstaatssekretär im Staatsamt für Heereswesen
- 4. März 1919 bis 9. November 1920: Mitglied der Konstituierenden Nationalversammlung, CSP
- 10. November 1920 bis 1. Oktober 1930: Mitglied des Nationalrates (I., II. und III. Gesetzgebungsperiode), CSP
- 2. Dezember 1930 bis 2. Mai 1934: Mitglied des Nationalrates (IV. Gesetzgebungsperiode), CSP

## Sonstiges
1935 wurde Waihs das Großoffizierskreuz des Ordens der Krone von Rumänien verliehen.
Erwin Waihs verbüßte eine dreiwöchige politische Freiheitsstrafe (Untersuchungshaft) im Jahr 1944.